# Corythalia walecki
Corythalia walecki là một loài nhện trong họ Salticidae.
Loài này thuộc chi Corythalia. Corythalia walecki được Władysław Taczanowski miêu tả năm 1871.